# Světový pohár v ledním hokeji 2004
Světový pohár v ledním hokeji 2004 byla mezinárodní soutěž v ledním hokeji hraná od 30. srpna do 14. září 2004 v různých městech Evropy (Kolín nad Rýnem, Stockholm, Helsinky, Praha) a Severní Ameriky (Saint Paul, Toronto, Montréal).

## Herní systém
Účastníci byli rozděleni do dvou skupin, ve kterých hráli jednokolově systémem každý s každým. Do čtvrtfinále postupovali všichni účastníci, skupiny pouze určily čtvrtfinálové dvojice - vítěz jedné skupiny hrál proti poslednímu mužstvu ze stejné skupiny, mužstvo na 2. místě v jedné skupině hrálo proti mužstvu na 3. místě ve stejné skupině.
Čtvrtfinále, semifinále a finále se hrálo na jeden vítězný zápas.

## Základní část

### Evropská skupina
| 30. srpna 2004 | Finsko | 4 – 0           | Česko |  |
| Helsinky       | Finsko | (1:0, 0:0, 3:0) | Česko |  |

| Souhrn zápasu | Souhrn zápasu                                                           | Souhrn zápasu | Souhrn zápasu | Souhrn zápasu |
| ------------- | ----------------------------------------------------------------------- | ------------- | ------------- | ------------- |
|               | 7. Jukka Hentunen, 41. Saku Koivu, 45. Niko Kapanen, 49. Mikko Eloranta |               |               |               |

| 31. srpna 2004 | Švédsko | 5 – 2           | Německo |  |
| Stockholm      | Švédsko | (1:1, 4:1, 0:0) | Německo |  |

| Souhrn zápasu | Souhrn zápasu                                                                                    | Souhrn zápasu | Souhrn zápasu                        | Souhrn zápasu |
| ------------- | ------------------------------------------------------------------------------------------------ | ------------- | ------------------------------------ | ------------- |
|               | 17. Tomas Holmström, 22. Mats Sundin, 28. Calle Johansson, 32. Marcus Nilson, 37. Frederik Modin |               | 18. Marco Sturm, 33. Daniel Kreutzer |               |

| 1. září 2004 | Švédsko | 4 – 3           | Česko |  |
| Stockholm    | Švédsko | (1:0, 3:0, 0:3) | Česko |  |

| Souhrn zápasu | Souhrn zápasu                                                                     | Souhrn zápasu | Souhrn zápasu                                             | Souhrn zápasu |
| ------------- | --------------------------------------------------------------------------------- | ------------- | --------------------------------------------------------- | ------------- |
|               | 12. Frederik Modin, 23. Peter Forsberg, 25. Mattias Öhlund, 31. Henrik Zetterberg |               | 44. Martin Ručinský, 46. Marek Židlický, 55. Patrik Eliáš |               |

| 2. září 2004    | Německo | 0 – 3           | Finsko |  |
| Kolín nad Rýnem | Německo | (0:1, 0:1, 0:1) | Finsko |  |

| Souhrn zápasu | Souhrn zápasu | Souhrn zápasu | Souhrn zápasu                                           | Souhrn zápasu |
| ------------- | ------------- | ------------- | ------------------------------------------------------- | ------------- |
|               |               |               | 11. Kimmo Timonen, 32. Teemu Selänne, 56. Jere Lehtinen |               |

| 3. září 2004        | Česko | 7 – 2           | Německo |  |
| Praha (Sazka arena) | Česko | (0:0, 5:0, 2:2) | Německo |  |

| Souhrn zápasu | Souhrn zápasu | Souhrn zápasu | Souhrn zápasu                   | Souhrn zápasu |
| ------------- | --- | ------------- | ------------------------------- | ------------- |
|               | 23. Marek Židlický, 25. Jiří Šlégr, 26. Jaromír Jágr, 31. Milan Hejduk, 36. Patrik Eliáš, 49. Martin Havlát, 59. Václav Prospal |               | 44. Tino Boos, 58. Jochen Hecht |               |

| 4. září 2004 | Finsko | 4 – 4 po prodloužení  | Švédsko |  |
| Helsinky     | Finsko | (3:3, 1:0, 0:1 - 0:0) | Švédsko |  |

| Souhrn zápasu | Souhrn zápasu                                                         | Souhrn zápasu | Souhrn zápasu                                                                     | Souhrn zápasu |
| ------------- | --------------------------------------------------------------------- | ------------- | --------------------------------------------------------------------------------- | ------------- |
|               | 2. Ville Peltonen, 5. Ossi Väänänen, 13. Saku Koivu, 21. Olli Jokinen |               | 13. Frederik Modin, 18. Nicklas Lidström, 20. Frederik Modin, 60. Tomas Holmström |               |

#### Tabulka
| Pořadí | Stát    | Počet zápasů | Výhry | Remízy | Prohry | Skóre   | Body |
| ------ | ------- | ------------ | ----- | ------ | ------ | ------- | ---- |
| 1      | Finsko  | 3            | 2     | 1      | 0      | 11 : 4  | 5    |
| 2      | Švédsko | 3            | 2     | 1      | 0      | 13 : 9  | 5    |
| 3      | Česko   | 3            | 1     | 0      | 2      | 10 : 10 | 2    |
| 4      | Německo | 3            | 0     | 0      | 3      | 4 : 15  | 0    |

### Severoamerická skupina
| 1. září 2004 | Kanada | 2 – 1           | USA |  |
| Montréal     | Kanada | (1:0, 1:1, 0:0) | USA |  |

| Souhrn zápasu | Souhrn zápasu                       | Souhrn zápasu | Souhrn zápasu   | Souhrn zápasu |
| ------------- | ----------------------------------- | ------------- | --------------- | ------------- |
|               | 17. Martin St. Louis, 24. Joe Sakic |               | 31. Bill Guerin |               |

| 2. září 2004 | Kanada | 5 – 1           | Slovensko |  |
| Montréal     | Kanada | (2:0, 1:0, 2:1) | Slovensko |  |

| Souhrn zápasu | Souhrn zápasu                                                                        | Souhrn zápasu | Souhrn zápasu    | Souhrn zápasu |
| ------------- | ------------------------------------------------------------------------------------ | ------------- | ---------------- | ------------- |
|               | 4. Joe Thorton, 5. Ryan Smyth, 25. Simon Gagne, 41. Martin St. Louis, 48. Ryan Smyth |               | 45. Martin Cibák |               |

| 3. září 2004 | USA | 1 – 3           | Rusko |  |
| Saint Paul   | USA | (0:0, 1:1, 0:2) | Rusko |  |

| Souhrn zápasu | Souhrn zápasu     | Souhrn zápasu | Souhrn zápasu                                              | Souhrn zápasu |
| ------------- | ----------------- | ------------- | ---------------------------------------------------------- | ------------- |
|               | 34. Keith Tkachuk |               | 33. Dainius Zubrus, 46. Alexej Kovaljov, 59. Viktor Kozlov |               |

| 4. září 2004 | USA | 3 – 1           | Slovensko |  |
| Saint Paul   | USA | (2:1, 0:0, 1:0) | Slovensko |  |

| Souhrn zápasu | Souhrn zápasu                                        | Souhrn zápasu | Souhrn zápasu     | Souhrn zápasu |
| ------------- | ---------------------------------------------------- | ------------- | ----------------- | ------------- |
|               | 4. Bryan Smolinski, 14. Jason Blake, 57. Bill Guerin |               | 12. Ladislav Nagy |               |

| 5. září 2004 | Kanada | 3 – 1           | Rusko |  |
| Toronto      | Kanada | (0:0, 2:0, 1:1) | Rusko |  |

| Souhrn zápasu | Souhrn zápasu                                     | Souhrn zápasu | Souhrn zápasu     | Souhrn zápasu |
| ------------- | ------------------------------------------------- | ------------- | ----------------- | ------------- |
|               | 24. Brad Richards, 26. Kris Draper, 46. Joe Sakic |               | 53. Sergej Gončar |               |

| 6. září 2004 | Slovensko | 2 – 5           | Rusko |  |
| Toronto      | Slovensko | (1:1, 0:2, 1:2) | Rusko |  |

| Souhrn zápasu | Souhrn zápasu                        | Souhrn zápasu | Souhrn zápasu                                                                                     | Souhrn zápasu |
| ------------- | ------------------------------------ | ------------- | ------------------------------------------------------------------------------------------------- | ------------- |
|               | 11. Marián Hossa, 46. Marián Gáborík |               | 9. Pavel Dacjuk, 33. Alexej Kovaljov, 36. Sergej Samsonov, 41. Alexej Jašin, 48. Alexandr Ovečkin |               |

#### Tabulka
| Pořadí | Stát      | Počet zápasů | Výhry | Remízy | Prohry | Skóre  | Body |
| ------ | --------- | ------------ | ----- | ------ | ------ | ------ | ---- |
| 1      | Kanada    | 3            | 3     | 0      | 0      | 10 : 3 | 6    |
| 2      | Rusko     | 3            | 2     | 0      | 1      | 9 : 6  | 4    |
| 3      | USA       | 3            | 1     | 0      | 2      | 5 : 6  | 2    |
| 4      | Slovensko | 3            | 0     | 0      | 3      | 4 : 13 | 0    |

## Čtvrtfinále
| 6. září 2004 | Finsko | 2 – 1           | Německo |  |
| Helsinky     | Finsko | (0:0, 1:0, 1:1) | Německo |  |

| Souhrn zápasu | Souhrn zápasu                         | Souhrn zápasu | Souhrn zápasu   | Souhrn zápasu |
| ------------- | ------------------------------------- | ------------- | --------------- | ------------- |
|               | 31. Niklas Hagman, 57. Mikko Eloranta |               | 54. Marco Sturm |               |

| 7. září 2004 | Švédsko | 1 – 6           | Česko |  |
| Stockholm    | Švédsko | (0:2, 0:1, 1:3) | Česko |  |

| Souhrn zápasu | Souhrn zápasu       | Souhrn zápasu | Souhrn zápasu                                                                                                 | Souhrn zápasu |
| ------------- | ------------------- | ------------- | --- | ------------- |
|               | 57. Tomas Holmström |               | 7. Martin Straka, 14. Martin Havlát, 37. Marek Židlický, 49. Radek Dvořák, 55. Milan Hejduk, 59. Milan Hejduk |               |

| 7. září 2004 | Rusko | 3 – 5           | USA |  |
| Saint Paul   | Rusko | (0:1, 1:1, 2:3) | USA |  |

| Souhrn zápasu | Souhrn zápasu                                                  | Souhrn zápasu | Souhrn zápasu                                                                               | Souhrn zápasu |
| ------------- | -------------------------------------------------------------- | ------------- | ------------------------------------------------------------------------------------------- | ------------- |
|               | 28. Dmitrij Afanasenkov, 41. Dainius Zubrus, 52. Ilja Kovalčuk |               | 12. Keith Tkachuk, 22. Keith Tkachuk, 45. Scott Gomez, 45. Keith Tkachuk, 60. Keith Tkachuk |               |

| 8. září 2004 | Kanada | 5 – 0           | Slovensko |  |
| Toronto      | Kanada | (0:0, 4:0, 1:0) | Slovensko |  |

| Souhrn zápasu | Souhrn zápasu                                                                               | Souhrn zápasu | Souhrn zápasu | Souhrn zápasu |
| ------------- | ------------------------------------------------------------------------------------------- | ------------- | ------------- | ------------- |
|               | 23. Vincent Lecavalier, 26. Jarome Iginla, 32. Ryan Smyth, 32. Joe Sakic, 47. Jarome Iginla |               |               |               |

## Semifinále
| 10. září 2004 | USA | 1 – 2           | Finsko |  |
| Saint Paul    | USA | (0:0, 1:0, 0:2) | Finsko |  |

| Souhrn zápasu | Souhrn zápasu   | Souhrn zápasu | Souhrn zápasu                    | Souhrn zápasu |
| ------------- | --------------- | ------------- | -------------------------------- | ------------- |
|               | 33. Doug Weight |               | 46. Olli Jokinen, 57. Saku Koivu |               |

| 11. září 2004 | Kanada | 4 – 3 po prodloužení  | Česko |  |
| Toronto       | Kanada | (0:0, 2:1, 1:2 - 1:0) | Česko |  |

| Souhrn zápasu | Souhrn zápasu                                                               | Souhrn zápasu | Souhrn zápasu                                         | Souhrn zápasu |
| ------------- | --------------------------------------------------------------------------- | ------------- | ----------------------------------------------------- | ------------- |
|               | 32. Eric Brewer, 35. Mario Lemieux, 54. Kris Draper, 64. Vincent Lecavalier |               | 36. Petr Čajánek, 48. Martin Havlát, 54. Patrik Eliáš |               |

## Finále
| 14. září 2004 | Kanada | 3 – 2           | Finsko |  |
| Toronto       | Kanada | (1:1, 1:1, 1:0) | Finsko |  |

| Souhrn zápasu | Souhrn zápasu                                      | Souhrn zápasu | Souhrn zápasu                 | Souhrn zápasu |
| ------------- | -------------------------------------------------- | ------------- | ----------------------------- | ------------- |
|               | 1. Joe Sakic, 24. Scott Niedermayer, 41.Shane Doan |               | 7. Riku Hahl, 39. Tuomo Ruutu |               |

## Kanadské bodování
| Pořadí | Hráč               | Z | G | A | B | TM |
| ------ | ------------------ | - | - | - | - | -- |
| 1      | Fredrik Modin      | 4 | 4 | 4 | 8 | 2  |
| 2      | Vincent Lecavalier | 6 | 2 | 5 | 7 | 8  |
| 3      | Keith Tkachuk      | 5 | 5 | 1 | 6 | 23 |
| 4      | Martin Havlát      | 5 | 3 | 3 | 6 | 2  |
| 5      | Kimmo Timonen      | 6 | 1 | 5 | 6 | 2  |
| 6      | Mike Modano        | 5 | 0 | 6 | 6 | 0  |
| 7      | Daniel Alfredsson  | 4 | 0 | 6 | 6 | 2  |
| 8      | Joe Sakic          | 6 | 3 | 3 | 6 | 2  |
| 9      | Milan Hejduk       | 5 | 3 | 2 | 5 | 2  |
| 10     | Patrik Eliáš       | 5 | 3 | 2 | 5 | 10 |

## All-star team
- Brankář: Martin Brodeur - (Kanada)
- Obránci: Adam Foote - (Kanada), Kimmo Timonen - (Finsko)
- Útočníci: Saku Koivu - (Finsko), Vincent Lecavalier - (Kanada), Fredrik Modin - (Švédsko)

## Mediální pokrytí
| Země                  | Držitel práv                                        |
| --------------------- | --------------------------------------------------- |
| Finsko                | Viasat Nelonen                                      |
| Kanada                | Sportsnet a CBC (anglicky) TVA Sports (francouzsky) |
| USA                   | ESPN                                                |
| Švédsko Dánsko Norsko | Viasat                                              |
| Česko                 | TV Nova                                             |
| Slovensko             | Slovenská televize                                  |
| Evropa                | Eurosport                                           |